# Класс ZPP

Положение класса ZPP в иерархии классов сложности.

В теории вычислительной сложности ZPP (англ. zero-error probabilistic polynomial time — безошибочный вероятностный полиномиальный) — это класс задач с ответом «Да» либо «Нет», для которых существует вероятностная машина Тьюринга, удовлетворяющая следующим свойствам:
- Она всегда правильно отвечает «Да» либо «Нет».
- Математическое ожидание времени работы данной машины Тьюринга полиномиально (само время работы может быть неограниченно велико).

Существует альтернативный набор свойств:
- Машина Тьюринга всегда работает за полиномиальное время.
- Она отвечает «Да», «Нет» или «Не знаю».
- Ответ может быть либо правильным, либо «Не знаю».
- Машина Тьюринга отвечает «Не знаю» с вероятностью не больше ½.

Выбор одного из двух наборов свойств приводит к эквивалентным определениям класса ZPP. Машину Тьюринга, удовлетворяющую этим свойствам, иногда называют машиной Тьюринга типа Лас-Вегас.

## Эквивалентное определение через пересечение
Класс ZPP равен пересечению классов RP и Co-RP. Часто именно это принимается за определение ZPP. Чтобы продемонстрировать это, заметим, что любая задача принадлежащая одновременно RP и co-RP имеет алгоритм типа Лас-Вегас:
- Допустим, существует язык L, распознаваемый RP-алгоритмом A и (возможно отличным от A) co-RP-алгоритмом B.
- Выполним один шаг алгоритма A на входной последовательности. Если будет возвращен ответ «Да», то окончательный ответ должен быть «Да». В противном случае запустим один шаг алгоритма B с тем же входом. Если он ответит «Нет», то окончательный ответ должен быть «Нет». Если не выполнено ни одно из предыдущих условий, повторим данный шаг.

Заметим, что лишь один из алгоритмов A или B может дать неправильный ответ, и вероятность этого события равняется на каждом шаге 50 %. Таким образом, вероятность достигнуть k-го шага уменьшается экспоненциально относительно k. Это показывает, что математическое ожидание времени работы полиномиально. Из сказанного следует, что пересечение классов RP и co-RP содержится в ZPP.
Покажем, что ZPP содержится в пересечении RP и co-RP. Пусть имеется машина Тьюринга типа Лас-Вегас C, которая решает задачу. Обозначим математическое ожидание времени её работы за M (по условию, оно конечно). Тогда можно построить следующий RP алгоритм:
- Запустим C на время, не меньшее 2M. Если за это время C получила ответ — возвращаем его. Если до момента останова никакого ответа не получено, говорим «Нет».

Вероятность того, что ответ будет получен до момента останова, равняется ½ (из неравенства Маркова). Это в свою очередь означает, что вероятность ответа «Нет» при правильном ответе «Да» (такое могло случиться из-за преждевременной остановки C), равна ½, что удовлетворяет определению RP. Для доказательства включения ZPP в co-RP можно либо воспользоваться тем же рассуждением, либо заметить, что ZPP замкнут относительно взятия дополнения.